# Wassili Filippowitsch Trachtenberg
Wassili Filippowitsch Trachtenberg (russisch Василий Филиппович Трахтенберг, wiss. Transliteration Vasilij Filippovič Trachtenberg, * 1881 in Sankt Petersburg; † 1940 in Griechenland) war ein russischer Abenteurer und Hochstapler sowie Autor eines Wörterbuchs der Gefängnissprache.

## Leben
Wassili Trachtenberg wurde in eine vermögende kaufmännische Familie in Sankt Petersburg geboren. Sein Vater, Filipp Trachtenberg, war Kaufmann der 2. Gilde und Inhaber eines Geschäfts für Herren- und Damenunterwäsche. Die Familie wohnte in der Bolschaja Morskaja uliza 25-11, einer der vornehmen Straßen im Zentrum der Stadt. Im Mai 1899 schloss Wassili das 2. Sankt Petersburger Gymnasium ab und schrieb sich an der Kaiserlichen militär-medizinischen Akademie ein. Das Studium brach er jedoch bald ab.
Bereits 1900 wurde er vom Sankt Petersburger Bezirksgericht zum ersten Mal wegen Betrugs verurteilt. Es folgten weitere Haftstrafen. Später ging Trachtenberg nach Frankreich und verkaufte in Paris der französischen Regierung nicht existierende marokkanische Bergwerke. Auf Gesuch der russischen Behörden wurde Wassili Trachtenberg aus Frankreich ausgewiesen und unter verschärfter Bewachung nach Russland gebracht, wo ein Geschworenengericht ihn zu drei Jahren Haft verurteilte.
1908 veröffentlichte Trachtenberg, der kein Linguist war, ein Wörterbuch mit dem Titel Blatnaja musyka. Žargon tjurmy (Blat-Musik. Der Gefängnisjargon). Dieses basierte ausschließlich auf seinen unmittelbaren Beobachtungen in verschiedenen Gefängnissen Russlands. Redakteur des Wörterbuchs war der polnische Slawist Jan Baudouin de Courtenay, der dem Werk hohe sprachwissenschaftliche Bedeutung beimaß und ein Vorwort dazu verfasste, das zugleich als erste Abhandlung eines Sprachwissenschaftlers zur russischen Gaunersprache gilt.
Das Wörterbuch verhalf Trachtenberg zu einiger Bekanntheit und diente späteren Sprach- und Literaturwissenschaftlern als Referenz. Teile davon flossen in andere Wörterbücher, Enzyklopädien und Nachschlagewerke ein. So ist etwa der für die russische Soziolinguistik wichtige Begriff blat (in der Bedeutung „Verbrechen“) in diesem Wörterbuch erstmals lexikalisiert.
Um 1910 wohnte Trachtenberg nicht mehr bei seinen Eltern, sondern in der Straße Bolschoi Prospekt 59 (später 92). Zu dieser Zeit war er Inhaber eines Buchladens und einer Bibliothek.

## Werke
- Blatnaja muzyka. Žargon tjurmy (Reprint-Ausgabe). Moskau, 2020.
- Neobyknovennye pochoždenija korneta Savina, znamenitogo russkogo avantjurista. Po vospominanijam Vasilija Trachtenberga. Sankt Petersburg, 1909.